# Línea 47 de TMB

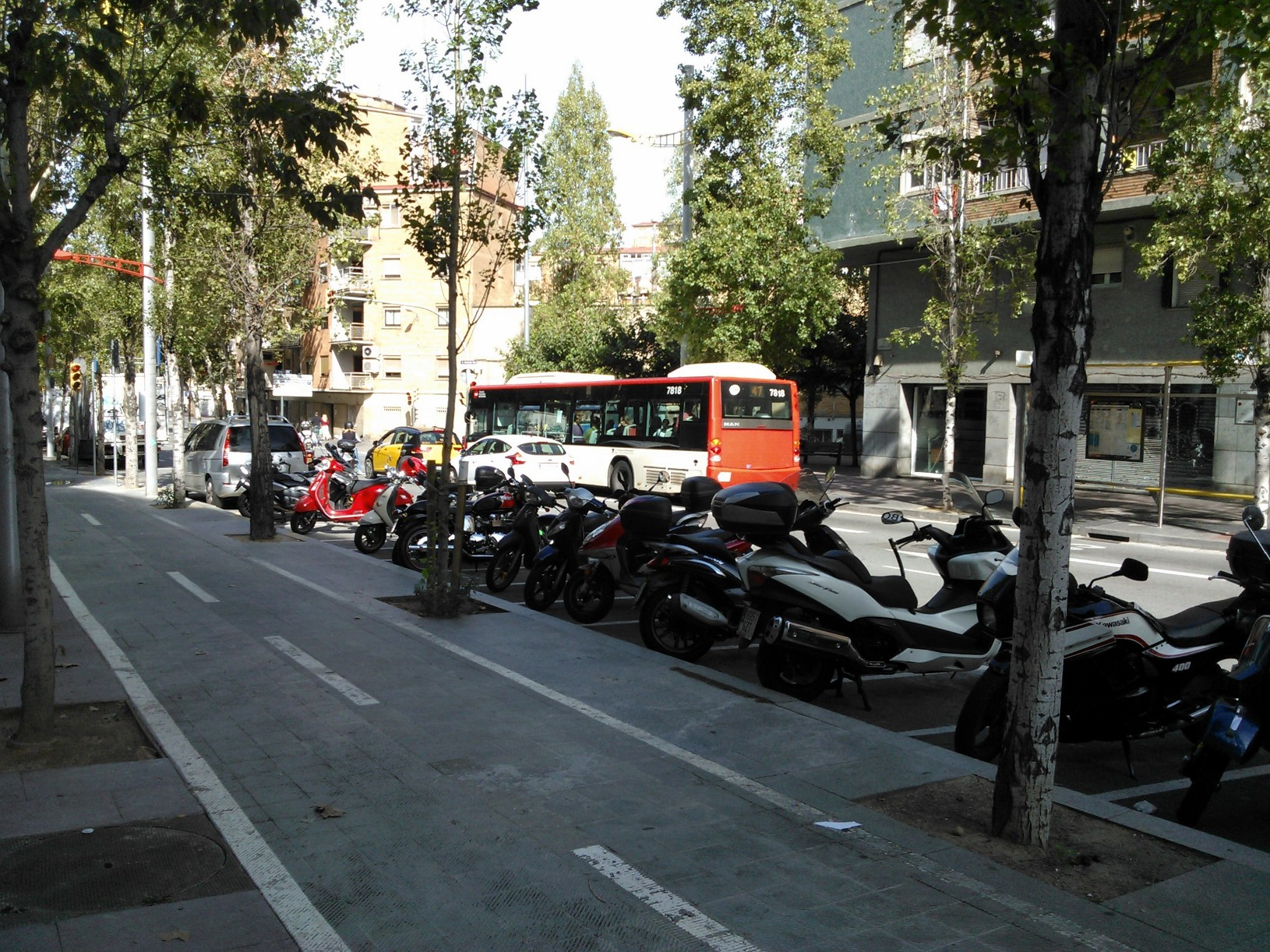
Autobús de la línea 47 en Ramon Albó.

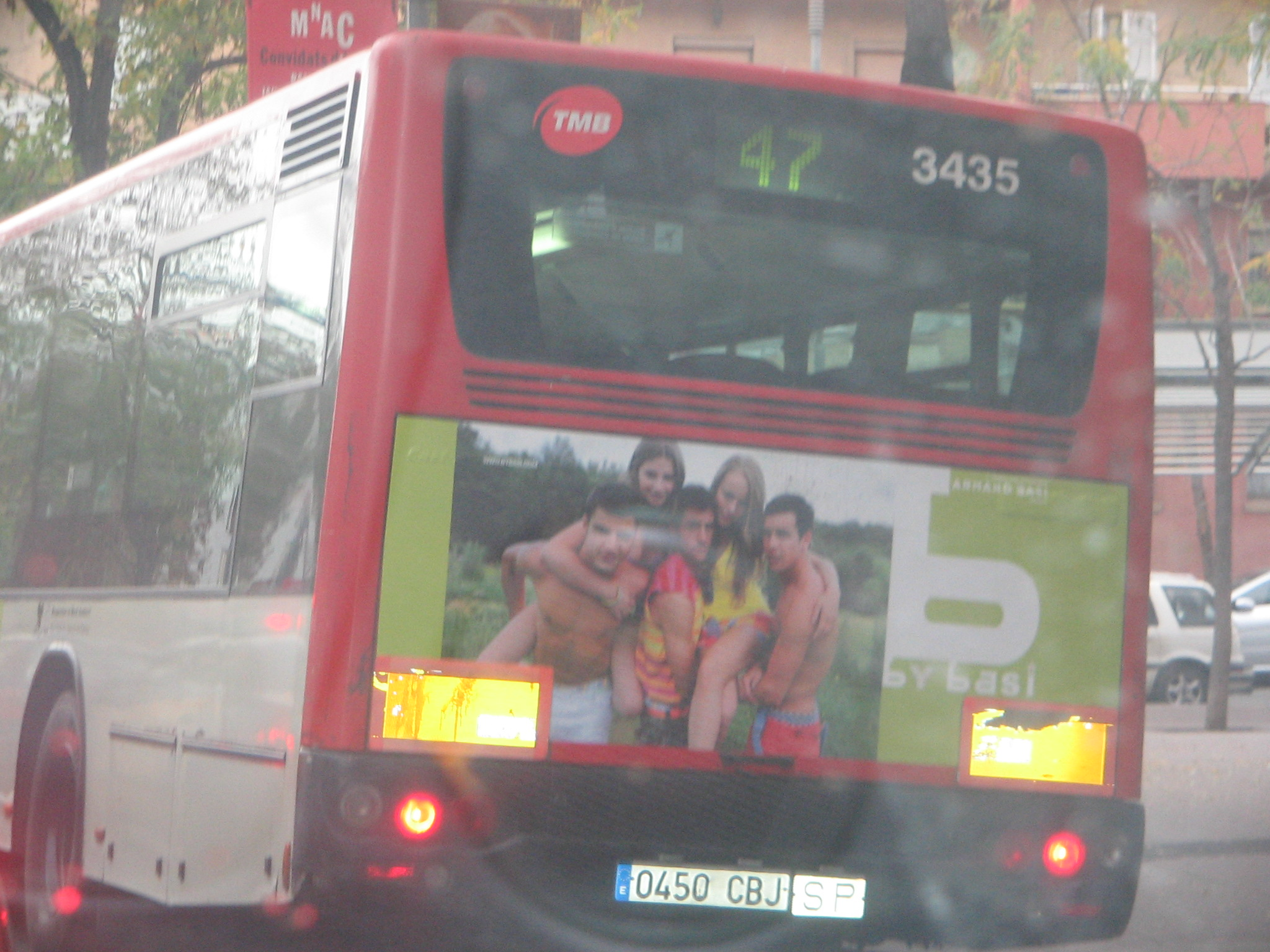
Autobús de la línea 47 en Av. Borbó en el 2009.

La línea 47 es una línea regular de autobús urbano de la ciudad de Barcelona gestionada por la empresa TMB. Hace su recorrido entre el paseo marítimo y Canyelles, con una frecuencia en hora punta de 10-12min.

## Horarios
| 47         | Primer servicio A: Canyelles | Primer servicio A: Pl. Cataluña | Último servicio A: Canyelles | Último servicio A: Pl. Cataluña |
| Laborables | 05:05                        | 04:30                           | 22:25                        | 22:30                           |
| Sábados    | 05:05                        | 04:30                           | 22:25                        | 22:30                           |
| Festivos   | 06:00                        | 05:25                           | 22:25                        | 22:30                           |

## Recorrido
- De Pl. Cataluña a Canyelles por: Paseo de Gracia, Roger de Lauria, Rosellón, Paseo de San Juan, Industria, Pº Maragall, Ramón Albó, Arnau d'Oms, Pº Fabra i Puig, Pl. Virrey Amat, Pº Pi i Molist, Pº Verdún, Pº de Valldaura, Pl. Karl Marx, Guinaueta Vella.

- De Canyelles a Pl. Cataluña por: Vía Favencia, Pl. Karl Marx, Pº de Valldaura, Pg. Verdún, Pº Pi i Molist, Pº Virrey Amat, Av Borbón, Pº Maragall, St. Antonio M. Claret, Paseo de San Juan, Córcega, Bruch, Ausiàs Marc, Pl. Urquinaona, Pl. Cataluña.

## Historia
La ampliación de la línea 47 hasta Torre Baró que tuvo lugar en 1978 se produjo gracias al secuestro del autobús por Manuel Vital, chofer extremeño militante del PSUC y sindicalista de CCOO. Manuel Vital con el apoyo de asociaciones de barrio y otros actores sociales organizaron esta acción para denunciar la falta de recursos del barrio. Meses después del secuestro la línea 47 llegó hasta Torre Baró.  El 47 es una película de ficción rodada décadas después basándose en el mismo suceso.

## Otros datos
| Prestación                   | Disponibilidad en la línea |
| ---------------------------- | -------------------------- |
| Adaptada a                   | Sí                         |
| TMB iBus (tiempo de espera ) | Sí                         |
| Pantallas informativas       | Sí                         |
| Línea de tránsito rápido     | No                         |
| Circula en días festivos     | Sí                         |